# پادشاهی لهستان (۱۰۲۵–۱۳۸۵)
پادشاهی لهستان (به لهستانی: Królestwo Polskie)، (به لاتین: Regnum Poloniae)،(به اوکراینی: Королівство Польське) که پادشاهی پیاست نیز نامیده می‌شود، دولتی لهستانی بود که از زمان پادشاهی بولسلاو اول در ۱۰۲۵ میلادی تا زمان اتحادیه دودمانی پادشاهی لهستان با دوک‌نشین بزرگ لیتوانی در ۱۳۸۵ میلادی ادامه یافت.

## سلطنت خاندان پیاست و دوران تفرقه

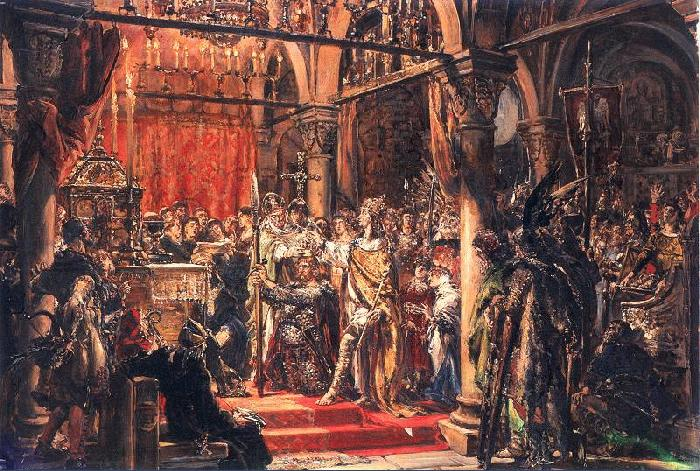
نقاشی از تاج‌گذاری بولسلاو اول به عنوان اولین شاه لهستان

پایه‌های ایجاد دولت لهستان در قرن ۱۰ میلادی با مسیحی شدن میشکو اول از دودمان پیاست گذاشته شد. این رخداد سرآغاز پذیرش لهستان در میان جوامع مسیحی شد و در سال ۱۰۰۰ میلادی لهستان از سوی پاپ و امپراتوری روم مقدس به عنوان دولتی مسیحی به رسمیت شناخته شد. پس از آن نخستین شاه لهستان بولسلاو اول در سال ۱۰۲۵ میلادی تاج گذاری کرد و پادشاهی لهستان آغاز شد.
بولسلاو اول در تلاش برای اتمام دشمنی‌های مداوم میان مدعیان برای رسیدن به تخت سلطنت سعی کرده شیوه‌ای برای حکومت بر لهستان را طبق وصیتنامه‌اش بر قرار کند. او که در سال ۱۳۳۸ میلادی از دنیا رفت، کشور را به پنج قسمت تقسیم کرد و هر قسمت را به یکی از پسرانش سپرد و از ایشان خواست تا بر علیه یکدیگر وارد جنگ نشوند. پسر بزرگ‌تر که لقب دوک اعظم را می‌گرفت بر بقیه رهبری داشت و کراکوف به عنوان شهر مرکزی شناخته می‌شد.
علی‌رغم خواست بولسلاو اول پس از مرگش این تقسیم‌بندی به سرعت از بین رفت و نبرد بین افراد مختلف برای تصاحب لقب دوک اعظم آغاز شد. در واقع سیستمی که قرار بود باعث ثبات سلطنت و آرامش کشور شود خود باعث تضعیف و تخریب کشور می‌شد. حتی در مقطعی لهستان به شدت تحت نفوذ پادشاهی بوهم قرار گرفت. در نهایت با جلوس ولادیسلاو اول بر تخت سلطنت در سال ۱۳۲۰ میلادی این تنش‌ها پس از دو قرن پایان یافت.

## اتحاد با لیتوانی
کازیمیر کبیر آخرین فرد مذکر دودمان پیاست بود که در نهایت بدون جانشین درگذشت و سلطنت لهستان به خواهرزاده‌اش لایوش یکم که در آن زمان پادشاه مجارستان بود رسید و پادشاهی متحد مجارستان-لهستان را به وجود آورد. این اتحاد مدت زیادی به درازا نیانجامید زیرا لایوش یکم نیز فرزند پسری از خود بر جای نگذاشت و تاج پادشاهی لهستان به دخترش، یادویگا، رسید که از سال ۱۳۸۹ به عنوان ملکه لهستان بر کشور حکمرانی کرد. یادویگا با یوگایلا  دوک بزرگ لیتوانی ازدواج کرد. ثمره این ازدواج شروع دودمان یاگیلون شد که در طی ۲۰۰ سال اتحاد دو کشور، موجب تشکیل مشترک‌المنافع لهستان–لیتوانی .